# 洪晨穎
洪晨穎（1985年6月13日—），台湾女藝人，知名於台湾偶像劇《痞子英雄》的小綠。2016年首次擔任電影《極樂宿舍》女主角。

## 電視劇作品
| 年份   | 劇名           | 飾演                 | 備註 |
| 2009年 | 《痞子英雄》   | 小綠                 |      |
| 2011年 | 《微笑面對》   | 余佩芬               |      |
| 2012年 | 《真愛趁現在》 | 安琪 ( 鄭雨翔前女友) |      |
| 2015年 | 《男丁格爾》   | 甘玫                 |      |
| 2017年 | 《深夜食堂》   | 林小桑(破曉食堂篇)   |      |

## 電影作品
| 年份 | 劇名                         | 飾演   | 備註   |
| 2012 | 《痞子英雄首部曲：全面開戰》 | 小綠   |        |
| 2014 | 《痞子英雄2：黎明再起》      | 小綠   |        |
| 2016 | 《極樂宿舍》                 | 孟采誼 | 女主角 |

## 主持作品
- 2012年節目《下課花路米》
- 2015年節目《台灣囝仔‧讚》
- 2016年節目《台灣囝仔‧讚》

## 舞台劇
- 2011年 舞台劇《月牙關》飾演：小魚

## 獎項紀錄
| 年份   | 頒獎典禮     | 獎項                 | 節目           | 結果 |
| ------ | ------------ | -------------------- | -------------- | ---- |
| 2010年 | 第45屆金鐘獎 | 兒童少年節目主持人獎 | 《下課花路米》 | 提名 |
| 2012年 | 第47屆金鐘獎 | 兒童少年節目主持人獎 | 《下課花路米》 | 獲獎 |
| 2013年 | 第48屆金鐘獎 | 兒童少年節目主持人獎 | 《下課花路米》 | 提名 |

## 外部連結
- 洪晨穎的Facebook專頁
- 洪晨穎的Instagram帳戶
- 洪晨穎的YouTube （页面存档备份，存于）

## 資料來源
1. ↑  
《極樂宿舍》洪晨穎首次擔電影女主角 哭戲床戲樣樣來 （页面存档备份，存于）,2016.08.00 奇摩電影